# Coalo Zamorano
Jorge Clodoaldo Zamorano (Guadalajara, 26 de Octubre de 1972), más conocido como Coalo Zamorano, es un cantante, músico, compositor y productor discográfico mexicano de música cristiana contemporánea. Formó parte del grupo VCV, y luego, como solista, relanzó su carrera donde ha sido nominado a los Premios Grammy Latinos y Premios Arpa en diversas ocasiones.

## Biografía
Nacido en Guadalajara, en el estado mexicano de Jalisco, Coalo Zamorano es el tercero de cuatro hermanos, nacidos del matrimonio entre Juan y Laura Zamorano. En 1986, la familia Zamorano se mudó a Durango, en medio de una fuerte crisis familiar. En esta misma ciudad, Coalo y su familia fueron evangelizados por su vecino, Marcos Witt, de modo que su madre se convirtió al evangelio, comenzando a asistir a la Iglesia Betel. Acompañando a su madre en la Iglesia Bethel, también se convirtió al evangelio. En 1994, Coalo se casó con Lorena Warren, hermana de Marcos Witt por parte de su madre, y tienen dos hijas: Lorene y Rebeca.
Años más tarde, a través de su amistad y su cercanía al ministerio de Marcos, Coalo empezó a despertar sus propios talentos musicales. La amistad también lo llevó a conocer las actividades del sello discográfico CanZion, propiedad de Marcos Witt.

## Carrera musical
Su carrera incluye participaciones como productor, compositor y cantante en más de 50 producciones de música cristiana de destacados artistas como Marcos Witt, Alex Campos, Israel Houghton, Danilo Montero, Jesús Adrián Romero, Miel San Marcos, Juan Carlos Alvarado, Marco Barrientos, Jacobo Ramos, Edgar Rocha, Jaime Murrell, Daniel Calveti, Jorge Lozano, entre otros. Algunos de los álbumes en los que participó se han convertido en conocidos y verdaderos clásicos de adoración en muchas iglesias cristianas de habla hispana, como "Poderoso" (1993), "¡Alabadle!" (1994) y "Enciende Una Luz" (1999) de Marcos Witt y "Eres Todopoderoso" (1999) de Danilo Montero, entre otros.
Paralelamente al trabajo en CanZion, lideró la banda de rock cristiano VCV, con la que lanzó su primer disco en 1998, titulado “VCV 1.0 - Vida Camino Verdad”. En 2001, lanzó su segundo CD, titulado VCV 2.0 QHE? - ¿Qué Haría Él? 
Su primer álbum en solitario, Cosas Poderosas (2004), también lanzado en Brasil y con versiones en portugués, mostró una nueva faceta del cantante, más comprometida con la música congregacional, distinta a su rol en VCV. Se trató de una recopilación de alabanzas traducidas del inglés, alabanzas que habían impactado la vida de Coalo como director musical del ministerio en español de la Iglesia Lakewood, una de las iglesias más grandes del mundo, trabajo que llevó a cabo durante diez años. Este trabajo discográfico se convertiría en el primer proyecto de Coalo en ser nominado a los Premios Grammy Latinos 2004 como "Mejor álbum cristiano en Español", además, de ser galardonado como productor del álbum Niños adorando 2, ganador como "Mejor Álbum de Música Infantil en Español".
En 2006, Zamorano lanzó su segundo álbum en solitario titulado Eres mi Pasión, grabado en vivo en Lakewood. En 2009, lanzó el álbum de estudio Mi Confianza está en Ti. Mas fuerte que nunca fue grabado en 2011 en vivo en Champion Forest Baptist Church, nominado en cuatro categorías en los Premios Arpa. En 2014, lanzó Confesiones de un Corazón Agradecido, grabado en estudio y nominado nuevamente en los Grammy Latinos de 2014 como "Mejor álbum cristiano en español". En 2016, su sexto disco, Sesiones Orgánicas, reunió diez canciones originales, todas ya grabadas y dadas a conocer por otras voces de música cristiana.
Tras nueve años sin realizar un álbum propio en vivo, Coalo lanzó en 2020 su producción discográfica titulada Gloria sea a ti, concierto que se llevó a cabo en el auditorio de la Iglesia Cristiana Filadelfia JV en Bogotá, Colombia. Antes de presentar este material, lanzó «Mi confianza está en ti (remix)», una remezcla de uno de sus canciones más conocidas y «Eres Rey» junto a Marcos Witt, como un anticipo de lo que sería su nuevo álbum, el cual, contó con canciones inéditas y nuevas versiones de clásicos de adoración compuestos por Zamorano. Como invitados participan Kike Pavón, Álex Campos, Travy Joe, Gadiel Espinoza, entre otros. Los sencillos que componen esta producción y sus videoclips son «El Rey», «Donde tú estás», junto a Rebeca Zamorano, «Nuestro Salvador» junto a Álex Campos, «Jesús viene pronto», y «Al que es digno», con nuevos arreglos que van del pop al funk.

## Discografía

### Con la banda VCV
- VCV 1.0 - Vida, Camino, Verdad (1998)
- VCV 2.0 - QHE (¿Qué Haría Él?) (2000)

### Carrera en solitario

#### Álbumes de estudio
- Mi confianza esta en ti (2009)
- Confesiones de un corazón agradecido (2014)

#### Álbumes en Vivo
- Cosas poderosas (2003)
- Eres mi pasión (2006)
- Más fuerte que nunca (2011)
- Gloria Sea a Ti (2020)

#### Recopilaciones
- Sesiones orgánicas (2016)

## Premios
- 2004: Grammy Latino al Mejor Álbum Infantil con el álbum Niños Adorando 2, como productor, en 2004[24]
- 2009: Premios Arpa con Mi confianza esta en ti como "Mejor álbum vocal masculino" [25]
- 2012: Premio Arpa como "Mejor álbum rock" por Más fuerte que nunca [26]
- 2014: Grammy Latino como "Mejor álbum cristiano en Español" por Confesiones de un corazón agradecido [27] y como productor del álbum de Danilo Montero, La Carta Perfecta (Nominado) [28]
- 2016: Premio Arpa como "Mejor productor del año" con el álbum Sesiones orgánicas [29]